# Antonio Karmany
Antonio Karmany Mestre (Sant Joan, 21 gennaio 1934) è un ex ciclista su strada spagnolo, professionista dal 1957 al 1966.

## Carriera
Ottimo grimpeur, seppe mettersi in luce in numerose competizioni con arrivo in salita, in particolare quelle disputate in territorio spagnolo. La sua classe e le sue attitudini fisiche gli permisero di vincere la classifica GPM per ben tre volte alla Vuelta a España (1960, 1961 e 1962).

## Palmarès
- 1956 (Minaco - Peugeot)

Campionato delle Baleari
- 1957 (CIL - Indaucho - Langarica, una vittoria)

6ª tappa Vuelta a Levante (Albacete > Utiel)
- 1958 (Lube - NSU, una vittoria)

Klasika Primavera
- 1959 (Kas, tre vittorie)

2ª tappa Vuelta a España (Manzanares > Cordova)
5ª tappa, 1ª semitappa Volta Ciclista a Catalunya (Lleida > Vilanova de Bellpuig)
7ª tappa Volta Ciclista a Catalunya (Palafrugell > Berga)
- 1960 (Kas, tre vittorie)

17ª tappa, 2ª semitappa Vuelta a España (Guernica > Bilbao, cronometro)
8ª tappa, 1ª semitappa Volta Ciclista a Catalunya (Monistrol > Montserrat, cronometro)
Subida al Naranco
- 1961 (Kas, quattro vittorie)

15ª tappa Vuelta a España (Vitoria > Bilbao)
3ª tappa Volta Ciclista a Catalunya (Girona > Puigcerda)
Subida a Urkiola
Classifica generale Eibarko Bizikleta
- 1962 (Kas, tre vittorie)

1ª tappa Eibarko Bizikleta (Eibar > Eibar)
4ª tappa Volta Ciclista a Catalunya (Lleida > Manresa)
Classifica generale Volta Ciclista a Catalunya
- 1963 (Ferrys, tre vittorie)

3ª tappa Eibarko Bizikleta (Eibar > Gernika)
4ª tappa Volta Ciclista a Catalunya (Ribes de Freser > Les Escaldes)
Subida al Naranco
- 1965 (Tedi - A.C. Montjuich, due vittorie)

2ª tappa Vuelta a Andalucía (Malaga > Arnilla)
2ª tappa Vuelta a Mallorca (Palma de Mallorca > Arenal)

### Altri risultati
- 1956 (Minaco - Peugeot)

Trofeo Inca (Criterium)
- 1957 (CIL - Indaucho - Langarica)

Gran Premio Mugica (Criterium)
Classifica GPM Vuelta a Levante
Gran Premio Sniace (Criterium)
Gran Premio Nacional (Criterium)
Memorial Jesús Loroño (Criterium di Larrabeuza)
Aviles (Criterium)
Ligada (Criterium)
Guernica (Criterium)
Ortuella (Criterium)
Villabona (Criterium)
San Salvador de Valle (Criterium)
- 1958 (Lube - NSU)

Copa Avante (Criterium)
Guernica (Criterium)
Classifica a punti  Eibarko Bizikleta
Gran Premio Gernika (Criterium)
San Domingo (Criterium)
Bilbao (Criterium)
1ª tappa Gran Premio San Juan
- 1959 (Kas)

Gran Premio San Lorenzo-Huesca
Classifica scalatori Gran Premio Torrelavega
Classifica scalatori Volta Ciclista a Catalunya
Gran Premio Cuprosan (Criterium)
Auza (Criterium)
- 1960 (Kas)

Classifica scalatori Vuelta a España
Classifica scalatori Eibarko Bizikleta
- 1961 (Kas)

1ª tappa Vuelta a Levante (Villarreal, Cronosquadre)
Classifica scalatori Vuelta a España
3ª tappa, 2ª semitappa Volta Ciclista a Catalunya (Figueras > Girona, Cronosquadre)
Classifica scalatori Eibarko Bizikleta
Gran Premio Palma de Maiorca (Criterium)
Villabona (Criterium)
- 1962 (Kas)

Classifica scalatori Vuelta a España
Classifica scalatori Eibarko Bizikleta
- 1963 (Ferrys)

1ª tappa Circuito di Porto Cristo
Classifica generale Circuito di Porto Cristo
Gran Premio San Lorenzo-Huesca
- 1964 (Ferrys)

Classifica scalatori Eibarko Bizikleta
- 1965 (Tedi - A.C. Montjuich)

1ª prova Gran Premio Algadia
2ª prova Gran Premio Algadia
Classifica generale Gran Premio Algadia
1ª tappa Trofeo Cabanillas
Classifica generale Trofeo Cabanillas
1ª tappa Gran Premio Santander
Classifica generale Gran Premio Santander
Classifica scalatori Vuelta a Mallorca

## Piazzamenti

### Grandi Giri
- Tour de France

1960: ritirato (17ª tappa)
1963: 54º
- Vuelta a España

1957: ritirato (12ª tappa)
1958: ritirato (6ª tappa)
1959: 22º
1960: 4º
1961: 8º
1962: 21º
1963: 14º
1964: 15º
1965: ritirato (17ª tappa)